# Courry
Courry – miejscowość i gmina we Francji, w regionie Oksytania, w departamencie Gard.
Według danych na rok 1990 gminę zamieszkiwało 218 osób, a gęstość zaludnienia wynosiła 27 osób/km² (wśród 1545 gmin Langwedocji-Roussillon Courry plasuje się na 694. miejscu pod względem liczby ludności, natomiast pod względem powierzchni na miejscu 854.).